# Sainte-Hermine (tổng)
Sainte-Hermine là một tổng cũ, nằm ở tỉnh Vendée trong vùng Pays de la Loire, tồn tại từ năm 1833 đến tháng 3 năm 2015.

## Các xã
Tổng Sainte-Hermine bao gồm các xã sau:
- Sainte-Hermine (thủ phủ): 2 503 người (2005)
- La Caillère-Saint-Hilaire: 1 080 người (1999)
- La Chapelle-Thémer: 311 người (2004)
- La Jaudonnière: 545 người (1999)
- La Réorthe: 817 người (1999)
- Saint-Aubin-la-Plaine: 304 người (1999)
- Saint-Étienne-de-Brillouet: 372 người (1999)
- Saint-Jean-de-Beugné: 417 người (1999)
- Saint-Juire-Champgillon: 456 người (2005)
- Saint-Martin-Lars-en-Sainte-Hermine: 444 người (2005)
- Thiré: 510 người (2005)